# Telmatactis solidago
Telmatactis solidago är en havsanemonart som först beskrevs av Duchassaing de Fombressin och Giovanni Michelotti 1864.  Telmatactis solidago ingår i släktet Telmatactis och familjen Isophelliidae. Inga underarter finns listade i Catalogue of Life.